# Centro ricerche e innovazione tecnologica Rai

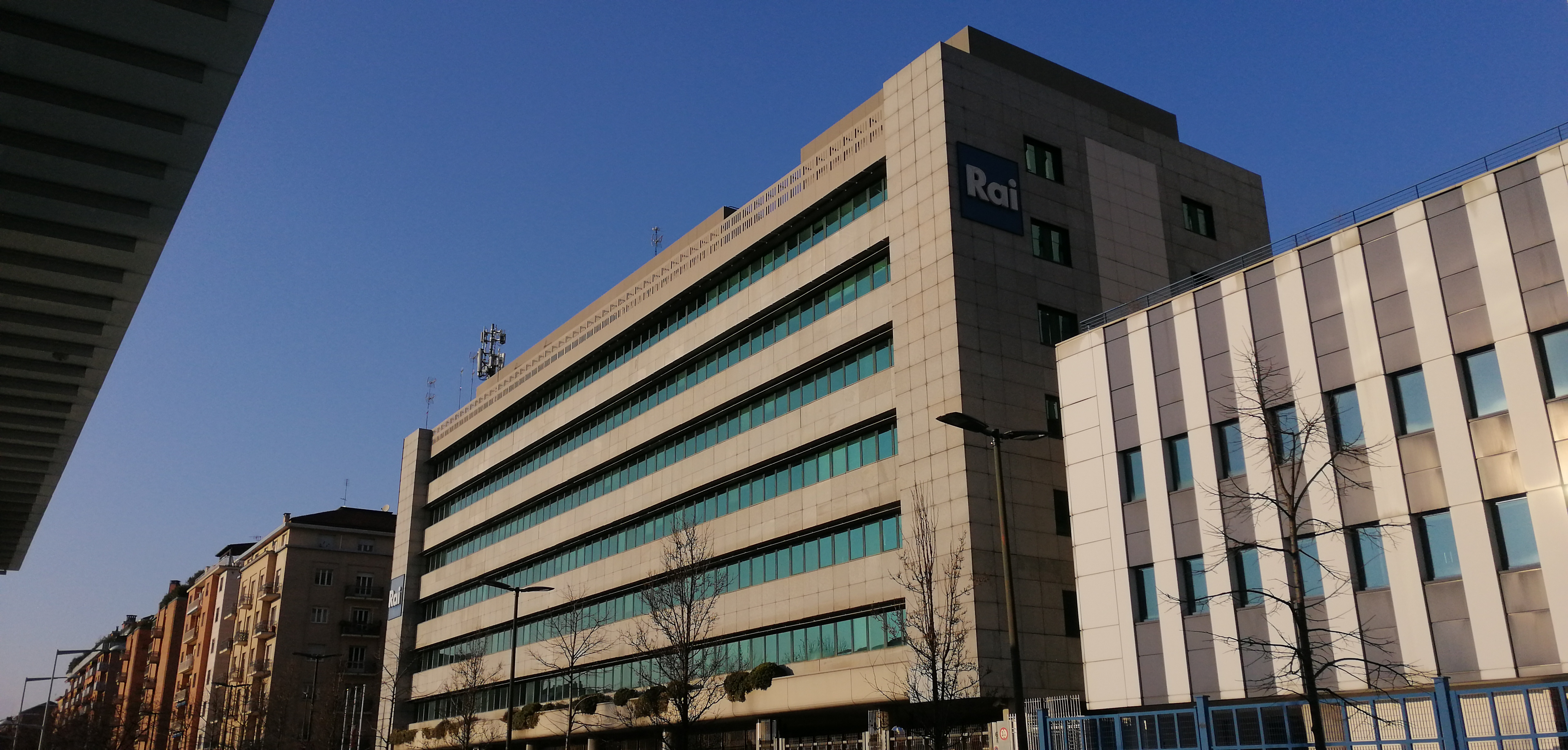
Centro Ricerche, Innovazione Tecnologica e Sperimentazione Rai, in Via Giovanni Carlo Cavalli (al centro dell'immagine; sulla destra, invece, una parte del Palazzo della Provincia).

Il Centro ricerche e innovazione tecnologica (CRIT) della Rai, denominato dal 2018 Rai CRITS (acronimo di Centro Ricerche, Innovazione Tecnologica e Sperimentazione), nasce a Torino nel 1930.

## Storia
Nacque nel 1930 come Laboratorio e Officine (con sede in Via Arsenale), nel 1961 divenne Laboratorio Ricerche (con sede in Corso Eusebio Giambone 68), almeno dagli anni '70 prese il nome di Centro Ricerche Rai, nel 1999 divenne Centro Ricerche e Innovazione Tecnologica (CRIT), infine nel 2018 divenne Centro Ricerche, Innovazione Tecnologica e Sperimentazione (CRITS).
Dal 2014 ha sede in Via Giovanni Carlo Cavalli 6 (quartiere Cit Turin).

## Attività
È coordinato dal direttore tecnico dell'azienda televisiva di stato.
Il centro contribuisce all'evoluzione delle tecnologie relative al sistema radiotelevisivo e multimediale e supporta il Gruppo Rai nelle scelte di indirizzo tecnologico e nella fase di sperimentazione e introduzione in esercizio di nuovi prodotti e sistemi. È attivo in numerosi progetti finanziati in ambito europeo e nazionale e collabora con università e industrie per l'attività di ricerca, per la definizione dei nuovi standard di diffusione e trasmissione DVB e lo sviluppo dei nuovi servizi.

## Rivista scientifica
Il centro cura la pubblicazione Elettronica e Telecomunicazioni, rivista scientifica quadrimestrale edita da Rai Eri a partire dal 1952, inizialmente col titolo Elettronica e Televisione Italiana (sottotitolo: "a cura della Rai e della STET - Edizioni ERI"), che dal 2001 è pubblicata gratuitamente on-line.